# Яковлев, Николай Викторович
Николай Викторович Яковлев (9 мая 1871 — 7 марта 1916) — российский полковник, герой Первой мировой войны.

## Биография
Родился 9 мая 1871 года, православный. Начальное образование получил в Петровском Полтавском кадетском корпусе, по окончании которого 1 сентября 1888 года был зачислен в 1-е военное Павловское училище. Выпущен подпоручиком (со старшинством от 10 августа 1889 года) в 4-й гренадерский Несвижский полк, вскоре был переведён в лейб-гвардии Павловский полк тем же чином (со старшинством от 10 августа 1890 года). 10 августа 1894 года произведён в поручики, 6 мая 1900 года в штабс-капитаны и 10 августа 1902 года — в капитаны.
Прошёл курс наук в 2-х классах Николаевской академии Генерального штаба, выпущен по 1-му разряду, однако в Генеральный штаб зачислен не был и вернулся в свой полк, где на протяжении 7 лет командовал ротой. 26 августа 1912 года произведён в полковники.
После начала Первой мировой войны выступил с полком на фронт, сражался с немцами в Царстве Польском. Отличился во время Варшавско-Ивангородской операции, был ранен. Эвакуирован в Петроград, состоял в резерве чинов при штабе Петроградского военного округа. Скончался в ночь на 7 марта 1916 года от рака. Высочайшим приказом от 18 июля 1916 года Яковлев посмертно был награждён орденом Св. Георгия 4-й степени:
За то, что в боях под Ивангородом 9-го, 10-го и 11-го октября 1914 года, командуя сначала батальоном, а за выбытием старших офицеров  — полком, находясь под действительным ружейным и артиллерийским огнём, отбил тринадцать яростных атак венгров и затем, сам перейдя в наступление, содействовал победоносному успеху всего отряда. Будучи контужен остался в строю.

## Награды
Среди прочих наград Яковлев имел ордена:
- Орден Святого Станислава 3-й степени (1906 год)
- Орден Святой Анны 3-й степени (1909 год)
- Орден Святого Станислава 2-й степени (1912 год)
- Орден святой Анны 2-й степени с мечами (10 ноября 1914 года)
- Орден Святого Владимира 4-й степени с мечами и бантом (28 февраля 1915 года)
- Орден Святого Владимира 3-й степени с мечами (5 марта 1915 года)
- Орден Святого Георгия 4-й степени (18 июля 1916 года)